# Marjan Petković
Marjan Petković (* 22. Mai 1979 in Brackenheim) ist ein ehemaliger deutscher Fußballtorwart und heutiger -trainer. Aktuell ist er Torwarttrainer bei der TSG 1899 Hoffenheim.

## Karriere als Spieler
Der im Landkreis Heilbronn aufgewachsene Torhüter Petković begann im Alter von 20 Jahren bei den lokalen Vereinen TSV Güglingen und SG Kirchardt mit dem Fußballspielen. Von dort gelangte er ab 2000 als Ersatztorhüter zum württembergischen Oberligisten VfR Heilbronn. In seiner zweiten Spielzeit wurde Petković Stammtorhüter und absolvierte alle 34 Saisonspiele für Heilbronn in der Saison 2001/02. Der VfR stieg er als Viertletzter der Abschlusstabelle aus der viertklassigen Oberliga in die fünftklassige Verbandsliga ab.
Petković wechselte daraufhin als Ersatztorhüter zum Regionalligisten TSG Hoffenheim. In den Regionalliga-Spielzeiten 2002/03 und 2003/04 kam Petković zu keinem Einsatz für Hoffenheim. Stattdessen wurde er zeitweise in der Reservemannschaft des Vereins eingesetzt, mit der er 2002/03 aus der Verbandsliga in die Oberliga aufstieg. Bis zu diesem Zeitpunkt arbeitete der gelernte Konstruktionsmechaniker hauptberuflich bei SAP.
Im Sommer 2004 wechselte Petković zum kurpfälzischen Oberligisten SV Sandhausen, mit dem er 2006 und 2007 erneut den badischen Landespokal gewann. Zugleich stieg der SV in der Spielzeit 2006/07 auf, sodass Petković in der Saison 2007/08 noch zu 32 Regionalliga-Einsätzen für den SV kam, bevor er im Sommer 2008 zum Zweitliga-Aufsteiger FSV Frankfurt wechselte.
In Frankfurt wurde Petković erneut Ersatztorhüter, nachdem Teamchef Tomas Oral sich für Patric Klandt als Stammtorhüter entschieden hatte. Als Klandt im Verlauf der Saison 2008/09 eine Rot-Sperre erhielt, kam Petković Anfang März 2009 zu seinen ersten zwei Einsätzen in der deutschen zweithöchsten Spielklasse. Nachfolgend erhielt aber wieder Klandt den Vorzug im Tor des FSV, weshalb Petković zum Saisonende zur Braunschweiger Eintracht wechselte, für die er, mit einem Zweijahresvertrag ausgestattet, ab 2009/10 in der 3. Liga als Stammtorhüter spielte. Mit der Eintracht wurde er in der Saison 2010/11 Drittligameister und stieg in die 2. Bundesliga auf. Zu Beginn der Zweitligasaison 2011/12 verletzte sich Petković mehrfach (u. a. Meniskuseinriss), wodurch er fast die komplette Spielzeit fehlte und seinen Stammplatz im Tor an Daniel Davari verlor. Im Laufe der Saison 2012/13 eroberte er sich den Stammplatz zurück und stieg am Ende der Spielzeit mit Braunschweig in die Bundesliga auf.
Während der Saison 2013/14 zog er sich im Training einen Muskelbündelriss zu und kam danach nur noch einmal zum Einsatz. Danach zog er sich einen Meniskusriss zu, wodurch er zu keinem Einsatz mehr kam. Am Ende der Saison, in der Braunschweig als Tabellenletzter abstieg, standen für Petković fünf Bundesligaspiele und ein DFB-Pokalspiel in der Statistik.
Er kündigte im März 2015 seinen Abschied nach der Saison an und lief am 34. Spieltag beim 0:2 gegen den 1. FC Union Berlin das letzte Mal für die Braunschweiger auf.

## Karriere als Trainer
Seit der Saison 2019/20 ist Petković als Torwarttrainer beim Zweitliga-Aufsteiger SV Wehen Wiesbaden tätig, nachdem er zuvor schon drei Jahre lang im Nachwuchsleistungszentrum der TSG 1899 Hoffenheim auf dieser Position gearbeitet hatte. Aufgrund mehrerer verletzter Torhüter im Kader des SVWW wurde er im Oktober 2019 wieder auf die Spielberechtigungsliste gesetzt und saß am 12. und 13. Spieltag hinter Lukas Watkowiak als Ersatztorwart auf der Bank. Zur Saison 2025/26 kehrte er als Torwart-Trainer zur TSG 1899 Hoffenheim zurück und gehörte dort dem Trainerteam von Christian Ilzer an.

## Erfolge und Auszeichnungen
- Aufstieg in die Bundesliga mit Eintracht Braunschweig
- Aufstieg in die 2. Bundesliga mit Eintracht Braunschweig als Meister der 3. Liga
- Badischer Landespokal-Sieger 2003, 2004 (TSG Hoffenheim), 2006, 2007 (SV Sandhausen)
- 3. Liga-Spieler des Monats Dezember 2010